# Brachiones przewalskii
Brachiones przewalskii är en däggdjursart som först beskrevs av Eugen Büchner 1889.  Brachiones przewalskii är ensam i släktet Brachiones som ingår i familjen råttdjur. IUCN kategoriserar arten globalt som livskraftig. Inga underarter finns listade i Catalogue of Life.
Denna gnagare förekommer i norra Kina i provinserna Gansu, Inre Mongoliet och Xinjiang. Arten bygger enkla bon i sanddyn som är täckta av buskar eller i sanddyn som ligger nära skogar.
Individerna når en kroppslängd (huvud och bål) av 67 till 103 mm, en svanslängd av 56 till 78 mm och en vikt mellan 12 och 42 g. Arten har korta öron och väl utvecklade klor vid framtassarna för att gräva i marken. På fötternas undersida finns päls. Pälsen är på ovansidan sandfärgad, ibland med grå skugga. Undersidan har vitaktig päls.
Boet består av en tunnel som är upp till 60 cm djup.